# Ceuthophilus virgatipes
Ceuthophilus virgatipes är en insektsart som beskrevs av Rehn, J.A.G. och Morgan Hebard 1905. Ceuthophilus virgatipes ingår i släktet Ceuthophilus och familjen grottvårtbitare. Inga underarter finns listade i Catalogue of Life.